# Марутино
Марутино — деревня в составе Ивановского сельского поселения Шарьинского района Костромской области России.

## История
В начале XVII века деревня принадлежала боярину князю Фёдору Мстиславскому, спустя некоторое время после смерти которого, в 1640 году вместе с деревнями Малые Слудки, Козованиха, Елушиха, Горланиха, Сергеево, Третьяково, Плоская, Бараново, Нужна, Кропочиха было пожаловано царём Алексеем Михайловичем князю Борису Репнину, от которого деревня перешла его потомкам.
Последним владельцем деревни из Репниных был Николай Васильевич Репнин, который продал всю вотчину вместе с Марутино Ф. Н. Лугинину.
Согласно Спискам населенных мест Российской империи в 1872 году деревня относилась к 2 стану Ветлужского уезда Костромской губернии. В ней числилось 18 дворов, проживало 88 мужчин и 100 женщин.
Согласно переписи населения 1897 года в деревне проживало 279 человек (126 мужчин и 153 женщины).
Согласно Списку населенных мест Костромской губернии в 1907 году деревня относилась к Рождественской волости Ветлужского уезда Костромской губернии. По сведениям волостного правления за 1907 год в деревне числилось 52 крестьянских дворов и 356 жителей. В деревне имелась кузница. Основным занятием жителей деревни была работа на строительстве железной дороги.
До 2010 года деревня входила в состав Марутинского сельского поселения.

## Население
| 2008 | 2010 | 2014 | 2024 |
| ---- | ---- | ---- | ---- |
| 66   | ↘64  | ↘59  | ↘50  |